# Der neue Støckel
Der neue Støckel ist laut seinem Untertitel ein internationales Lexikon der Büchsenmacher, Feuerwaffenfabrikanten und Armbrustmacher von 1400 – 1900. Das Nachschlagewerk wird in Kurzform auch als Heer-Stockel bezeichnet und gibt Hinweise zu den Namen von rund 3300 Herstellern der im Titel benannten historischen Waffengattungen aus einem halben Jahrtausend bis zum Beginn des 20. Jahrhunderts. Zusätzlich werden aus diesem Zeitraum rund 6500 Marken und Zeichen aus 32 Ländern aufgezeigt.
Die Deutsche Nationalbibliothek ordnete das Werk den Sachgruppen Energie-, Maschinen-, Fertigungstechnik zu sowie den Sachgruppen Wirtschaftsgeschichte und Militär. Die rund 2300 Seiten des Wörterbuches wurden mit zahlreichen Abbildungen und graphischen Darstellungen illustriert.
Band 3 der Reihe enthält neben einem Register und Quellenangaben insbesondere die „Zentren A – Z nach Ortschaften geordnet.“
Die redaktionelle Leitung dieses Projektes des Institut Suisse d’Armes Anciennes (Grandson), dem Schweizerischen Waffeninstitut mit Sitz auf Schloss Grandson, oblag dem Herausgeber Eugène Heer, der unter anderem durch die Mitarbeit von Ellen Ducommun unterstützt wurde. Die in drei Bänden von 1978 bis 1982 herausgegebene Schrift erschien in Schwäbisch Hall im Journal-Verlag Schwend.
Das ursprünglich von Johann F. Støckel zusammengestellte Nachschlagewerk, das später von Eugene Heer aktualisiert und erweitert wurde, erschien erstmals in den Jahren 1938 und 1943 in zwei Bänden unter dem Titel Haandskydevaabens bedømmelse, deutsch Die Bewertung von Handfeuerwaffen. Die Texte waren in Deutsch und Dänisch verfasst, das Glossar in den Sprachen Englisch, Französisch und Deutsch. Herausgeber des damals im Reitzels Forlag in Kopenhagen erschienenen Werkes war das Tøjhusmuseet, das Königliche Dänische Zeughausmuseum. Schon die damalige Ausgabe listete hunderte von Frauen, die in der Waffenproduktion beschäftigt waren.